# ماتیا اوانجلیستی
ماتیا اوانجلیستی (انگلیسی: Mattia Evangelisti؛ زادهٔ ۳ مهٔ ۱۹۹۱) بازیکن فوتبال اهل ایتالیا است.
از باشگاه‌هایی که در آن بازی کرده‌است می‌توان به باشگاه فوتبال ویچنزا و باشگاه فوتبال چزنا اشاره کرد.